# 維亞佐維河
維亞佐維河（烏克蘭語：В'язовий），是烏克蘭的河流，位於該國中部，屬於蘇拉河的右支流，發源自小維亞濟沃克以北，流經波爾塔瓦州，河道全長12公里，流域面積31.7平方公里。